# Uccelli da gabbia e da voliera
Uccelli da gabbia e da voliera, pubblicato da Einaudi nel 1982, è il secondo romanzo di Andrea De Carlo.
Giunto nel 1982 in finale al Premio Strega, il libro ha avuto edizioni in lingua italiana, in francese, tedesco, turco e olandese.

## Trama
Il romanzo racconta di Fjodor Barna, giovane rampollo di una potente famiglia italo-americana. Dopo un incidente stradale in California con la sua MG, Fjodor viene convocato a New York dal fratello maggiore Leo, e in seguito dal padre che si è ritirato a vivere in Costa Rica. La famiglia decide che è tempo per Fjodor di mettere la testa a posto, e lo spedisce a Milano a lavorare nella filiale italiana della compagnia di famiglia, la MultiCo. Lì il giovane Barna conosce Malaidina, una ragazza affascinante che però ha legami con un gruppo terroristico. In breve Fjodor si trova coinvolto in un intrigo da cui non sa più come districarsi.

## Edizioni
- Andrea De Carlo, Uccelli da gabbia e da voliera, Einaudi, Torino 1982
- Andrea De Carlo, Uccelli da gabbia e da voliera, prefazione di Giuseppe Antonelli, UTET, Torino 2006
- Andrea De Carlo, Uccelli da gabbia e da voliera, La nave di Teseo, Milano 2017